# Glande violette
La glande violette ou glande supracaudale est une glande située sur la surface supérieure de la queue de certains mammifères, comme chez les blaireaux et les canidés ainsi que les renards, les loups, les chiens domestiques,, et le chat domestique. Comme beaucoup d'autres mammifères la sécrétion de la glande violette se compose d'une modification de celle des glandes sudoripares et des glandes sébacées.
Elle est utilisée pour les échanges intra-espèces, comme parfum de marquage, et contribue à la forte odeur des renards en particulier. Bien qu'elle sécrète un mélange de terpènes volatiles similaires à ceux produits par les violettes (d'où le nom), les composés chimique sont produites en plus grande quantité que dans les fleurs, et la forte odeur peut être très désagréable.